# Cordy Millowitsch
Cordy Millowitsch' (8 de abril de 1890 – 14 de junio de 1977) fue una actriz y cantante de nacionalidad alemana.

## Biografía
Su verdadero nombre era Cordy Dugne o Dugue, y nació en Colonia, Alemania. Millowitsch recibió entrenamiento vocal, y su carrera sobre el escenario recibió un impulso tras su llegada a Berlín. Como cantante de opereta celebró sus primeros éxitos antes de la Primera Guerra Mundial en el Metropol-Theater junto a populares artistas de la época como Joseph Giampietro y Guido Thielscher.
Desde noviembre de 1915 hasta marzo de 1918 trabajó en Viena, y encarnó a Paula Rottersheim en el drama Die Tragödie auf Schloß Rottersheim, film de Jakob Fleck y Luise Kolm que supuso su debut en el cine en 1916.
A principios de abril de 1918 viajó a Constantinopla (actual Estambul). De vuelta a Berlín, Cordy Millowitsch actuó en los primeros años 1920 en algunas películas, encarnando a menudo personajes señoriales. Así, fue Esther, Reina de Judea, en Jeremias, la Zarina Eudoxia en Peter der Große (junto a Emil Jannings), y la Emperatriz María Teresa I de Austria en Trenck. Sin embargo, el centro de su actividad artística seguía siendo el escenario, especialmente a partir de 1922. Por ello, únicamente trabajó de modo esporádico para el cine sonoro. 
Cordy Millowitsch también adquirió experiencia en la primitiva televisión alemana. Así, durante el Tercer Reich fue Frau Arvik en la emisión Wenn der junge Wein blüht, producida por la cadena Fernsehsender Paul Nipkow.
No existen datos sobre los últimos años de Cordy Millowitsch, estando su última residencia conocida en Charlottenburg (Berlín) a partir de 1960. Probablemente falleció en esa ciudad.

## Familia
Cordy Millowitsch era cuñada de Peter Wilhelm Millowitsch (24 de enero de 1880 – 14 de enero de 1945) y tía de Lucy Millowitsch y Willy Millowitsch. Su sobrino nieto es el actor y director teatral Peter Millowitsch, y su sobrina nieta la actriz y veterinaria Mariele Millowitsch.

## Filmografía
- 1916 : Die Tragödie auf Schloß Rottersheim, de Jakob Fleck y Luise Kolm
- 1917 : Wenn die Liebe auf den Hund kommt, de Richard Löwenbein
- 1920 : Ihr letzter Fall, de Otto Eggerth
- 1922 : Jeremias, de Eugen Illés
- 1923 : Peter der Große, de Dimitri Buchowetzki
- 1931 : Die lustigen Weiber von Wien, de Géza von Bolváry
- 1932 : Trenck, de Ernst Neubach y Heinz Paul
- 1939 : Kornblumenblau, de Hermann Pfeiffer
- 1941 : Frau Luna